# Siemens S55
Siemens S55 — мобильный телефон бизнес-класса S, выпущенный компанией Siemens Mobile в 2002 году. Ближайший конкурент — Sony Ericsson T68i.

## Внешний вид и органы управления
Внешний вид телефона типичен для моноблока. На передней грани сверху расположен речевой динамик, под ним цветной дисплей, кнопка-джойстик и функциональные клавиши, ещё ниже — телефонная клавиатура с кнопками звонка и отбоя. В верхней части задней грани расположено гнездо для внешней антенны. На левой грани — кнопка-качелька регулировки громкости и инфракрасный порт, на правой — кнопка включения диктофона, на нижней — отверстия для микрофона и разъём для кабеля и зарядного устройства.

## Аккумуляторная батарея и время работы
В телефоне установлена литий-ионная аккумуляторная батарея ёмкостью 700 мА⋅ч. Производителем заявлено время работы 300 ч в режиме ожидания и 6 ч в режиме разговора.

## Отзывы в прессе
Телефон получил как позитивные, так и негативные оценки. Функциональность и дизайн были отмечены положительно, критике подверглись неудобное управление, невысокое (особенно на ярком свету) качество изображения, реализация полифонии.